# Ламонжри
Ламонжри́ (фр. Lamongerie, окс. La Monjariá) — коммуна во Франции, находится в регионе Лимузен. Департамент — Коррез. Входит в состав кантона Юзерш. Округ коммуны — Тюль.
Код INSEE коммуны — 19104.
Коммуна расположена приблизительно в 420 км к югу от Парижа, в 90 км южнее Лиможа, в 17 км к юго-западу от Тюля.

## Население
Население коммуны на 2008 год составляло 105 человек.
| 1962 | 1968 | 1975 | 1982 | 1990 | 1999 | 2008 |
| ---- | ---- | ---- | ---- | ---- | ---- | ---- |
| 204  | 180  | 149  | 134  | 106  | 83   | 105  |

## Климат
| Показатель                                                 | Янв. | Фев. | Март | Апр. | Май  | Июнь | Июль | Авг. | Сен. | Окт. | Нояб. | Дек. | Год   |
| ---------------------------------------------------------- | ---- | ---- | ---- | ---- | ---- | ---- | ---- | ---- | ---- | ---- | ----- | ---- | ----- |
| Средний суточный максимум, °C                              | 7,0  | 8,3  | 11,1 | 13,7 | 17,7 | 21,2 | 23,7 | 23,5 | 20,3 | 16,2 | 10,4  | 7,5  | 15,1  |
| Средняя температура, °C                                    | 4,2  | 5    | 7,2  | 9,5  | 13,3 | 16,5 | 18,7 | 18,6 | 15,7 | 12,3 | 7,2   | 4,7  | 11,1  |
| Средний суточный минимум, °C                               | 1,4  | 1,8  | 3,4  | 5,3  | 8,9  | 11,9 | 13,8 | 13,8 | 11,2 | 8,4  | 4,0   | 1,9  | 7,2   |
| Норма осадков, мм                                          | 89,9 | 77,3 | 80,8 | 84   | 89,2 | 70,1 | 62,8 | 78,1 | 80   | 89,3 | 93,9  | 97,1 | 992,5 |
| Источник: Climatologie de 1959 à 2008 - Lamongerie, France |      |      |      |      |      |      |      |      |      |      |       |      |       |

## Администрация
| Период | Период | Фамилия       | Партия                    | Примечания |
| ------ | ------ | ------------- | ------------------------- | ---------- |
| 1944   | 1983   | Жозеф Бернис  |                           |            |
| 1983   | 2014   | Мишель Лотрет | Союз за народное движение |            |

## Экономика
В 2007 году среди 56 человек в трудоспособном возрасте (15-64 лет) 41 были экономически активными, 15 — неактивными (показатель активности — 73,2 %, в 1999 году было 62,5 %). Из 41 активных работали 39 человек (22 мужчины и 17 женщин), безработных было 2 (0 мужчин и 2 женщины). Среди 15 неактивных 4 человека были учениками или студентами, 5 — пенсионерами, 6 были неактивными по иным причинам.